# 鲁夸巨龙属
鲁夸巨龙（属名：Rukwatitan）是坦桑尼亚加卢拉组的一属泰坦巨龙类蜥脚下目恐龙，生存于大约1亿年前的白垩纪中期，与非洲南部的另一种恐龙马拉维龙存在共同特征。身体全长估计为30英尺（9.1），前肢高度估计为6.5英尺（2.0）。其化石被发现埋于鲁夸峡谷鲁夸湖附近的悬崖表面上，因此得名。